# Marifé de Triana

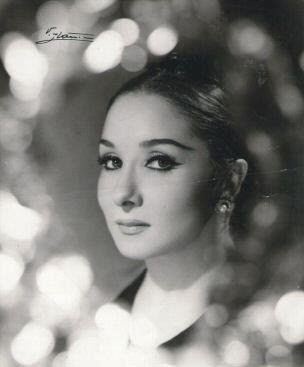
Marifé de Triana

María Felisa Martínez López, beter bekend als Marifé de Triana (Burguillos, 13 september 1936 – Benalmádena, 16 februari 2013), was een Spaans zangeres en actrice.

## Biografie
Ze groeide op in de wijk Triana in Sevilla. Toen ze 12 jaar was, verhuisde het gezin naar Madrid. Toen ze 13 jaar was, maakte ze haar debuut bij Radiotelevisión Española als Marifé uit Triana (Marifé de Triana). Dat bleef haar artiestennaam toen ze later een tournee maakte langs vele Spaanse theaters om door te breken als zangeres.
Met liedjes van het componistentrio Antonio Quintero, Rafael de León en Manuel López-Quiroga werd zij in heel Spanje bekend. "Te he de querer mientras viva", "La Loba" en "Maria de la O" zijn haar grootste hits. Francisco Franco was een groot fan van Marifé de Triana. In 1978 trad ze op in het televisieprogramma Cantares en zo werd ze net zo bekend als haar voorbeelden Juana Reina en Estrellita Castro.
In 1995 zong zij als gast mee in het muziekprogramma Lo que yo te canté en van 1996 tot 2001 deed ze zelf mee aan het programma. Tijdens deze periode werden diverse nieuwe talenten ontdekt, onder wie Joana Jiménez en Diana Navarro. Ook traden er door haar aanwezigheid bekendheden als María Vidal, Juanito Valderrama en Lolita Sevilla op.
Als actrice speelde Marifé de Triana voornamelijk mee in diverse televisieseries en musicals, zoals Canto para ti in 1959 en Bajo el cielo andaluz in 1960.
In 2011 ontving zij de Medalla de Oro al Mérito del Trabajo.
Op 16 februari 2013 overleed ze aan kanker in het ziekenhuis Xanit Internacional in Benalmádena.
- Biblioteca Nacional de España: XX874565
- Catàleg d'autoritats de noms i títols de Catalunya: 981058516400706706
- International Standard Name Identifier: 0000 0000 5987 2218
- Library of Congress Control Number: no2017113481
- MusicBrainz: d480e809-ebfa-4df1-afa0-014c47d8e114
- Système universitaire de documentation: 23837792X
- Virtual International Authority File: 87734405
- WorldCat: E39PBJgcYVxH3M9J7gQpwCvGpP